# Prodidomus bicolor
Prodidomus bicolor är en spindelart som beskrevs av Denis 1957. Prodidomus bicolor ingår i släktet Prodidomus och familjen Prodidomidae.
Artens utbredningsområde är Sudan. Inga underarter finns listade i Catalogue of Life.